# Forst (Bevern)
Domäne Forst ist ein Gutshof und ehemaliger, befestigter Amtssitz in der Gemeinde Bevern im niedersächsischen Landkreis Holzminden.

## Geschichte
Eine Siedlung Forst erscheint erstmals im Jahr 980 in der historischen Überlieferung, größter Grundeigentümer war das Kloster Corvey. 1437 besaßen die Herren von Kannen aus Lügde in Forst elf Höfe und 16 Kothöfe. Im 15. Jahrhundert fiel das Dorf partiell wüst. 1494 wurde der Amtssitz des Herzogtums Braunschweig-Lüneburg von der Burg Großer Everstein auf eine erhöhte Fläche westlich des Dorfes verlegt. Die noch verbliebenen 14 Bauern und Köter wurden ins damals wüste Lütgenade umgesiedelt. 
Der von einer Umfassungsmauer umgebene Amtssitz wurde 1807 in eine Domäne umgewandelt, wobei ein großer Teil des früheren Gebäudebestandes verloren ging.

## Beschreibung
Die gegenwärtigen Bauten wurden erst im Laufe des 16. Jahrhunderts errichtet. Deshalb dürfte eine erste Bauphase existiert haben, über deren Gestalt nichts bekannt ist. Möglicherweise stammt das bisher noch nicht datierte, sogenannte „Schloss“ – das einzige Bruchsteingebäude auf dem Gutsgelände – aus dieser Zeit. Auf dem Stich von Merian ist 1654 ein angrenzender Turm dargestellt. Darüber hinaus besteht der heutige Baubestand aus dem alten und neuen Amtshaus, einem Kornhaus und einem Brauhaus. Diese Gebäude weisen sämtlich Fachwerkobergeschosse über Bruchsteinsockel auf.
An heute verschwundenen Baulichkeiten sind in den Schriftquellen eine Umfassungsmauer, eine Zollstation, eine Toranlage, ein Gefängnis, eine Kapelle, ein Lusthaus im Wesergarten und ein großes Vorwerk überliefert. Wahrscheinlich besaß die ursprüngliche Anlage den Charakter eines Wasserschlosses. 

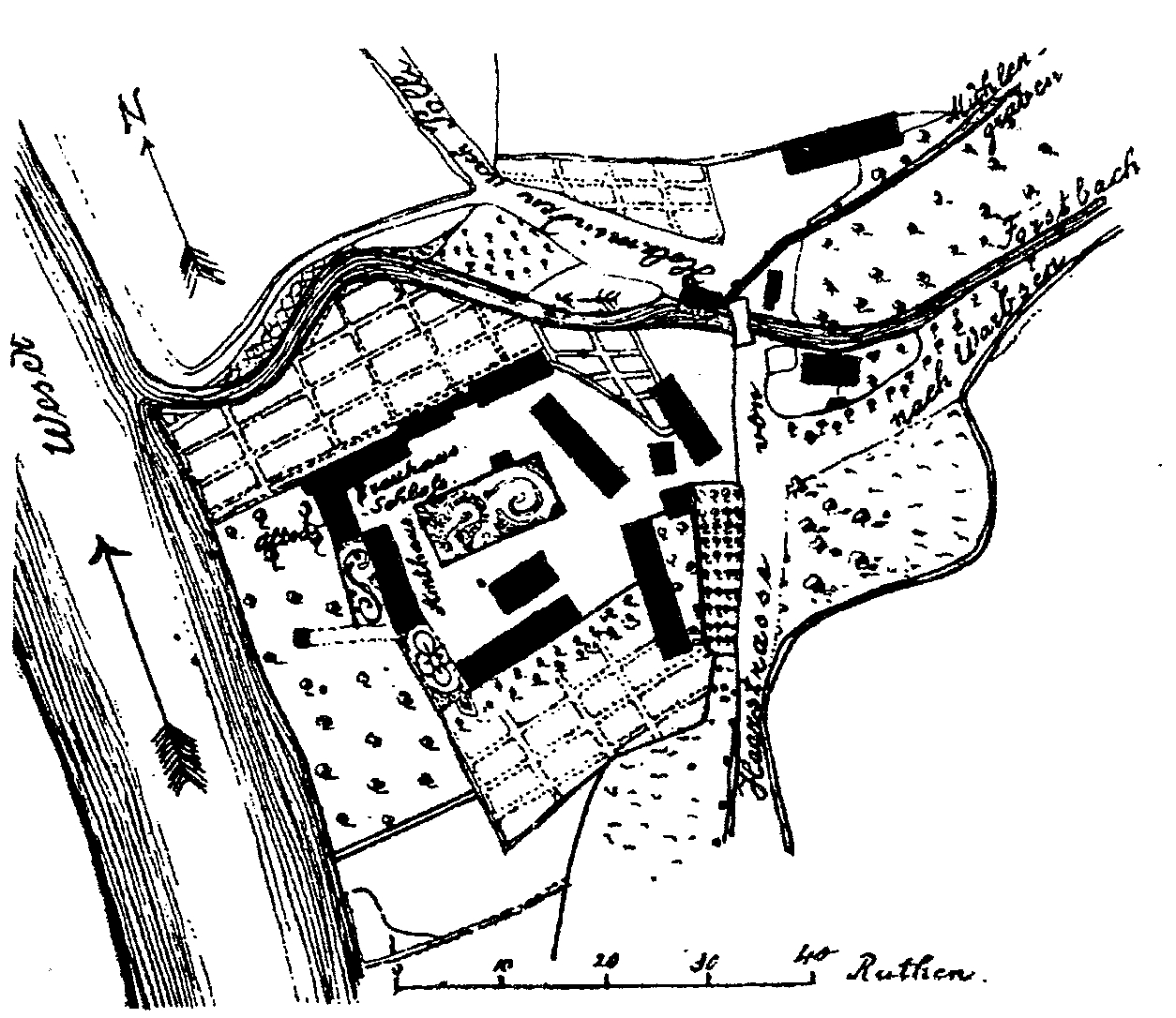
Plan des Gutes Forst um 1760
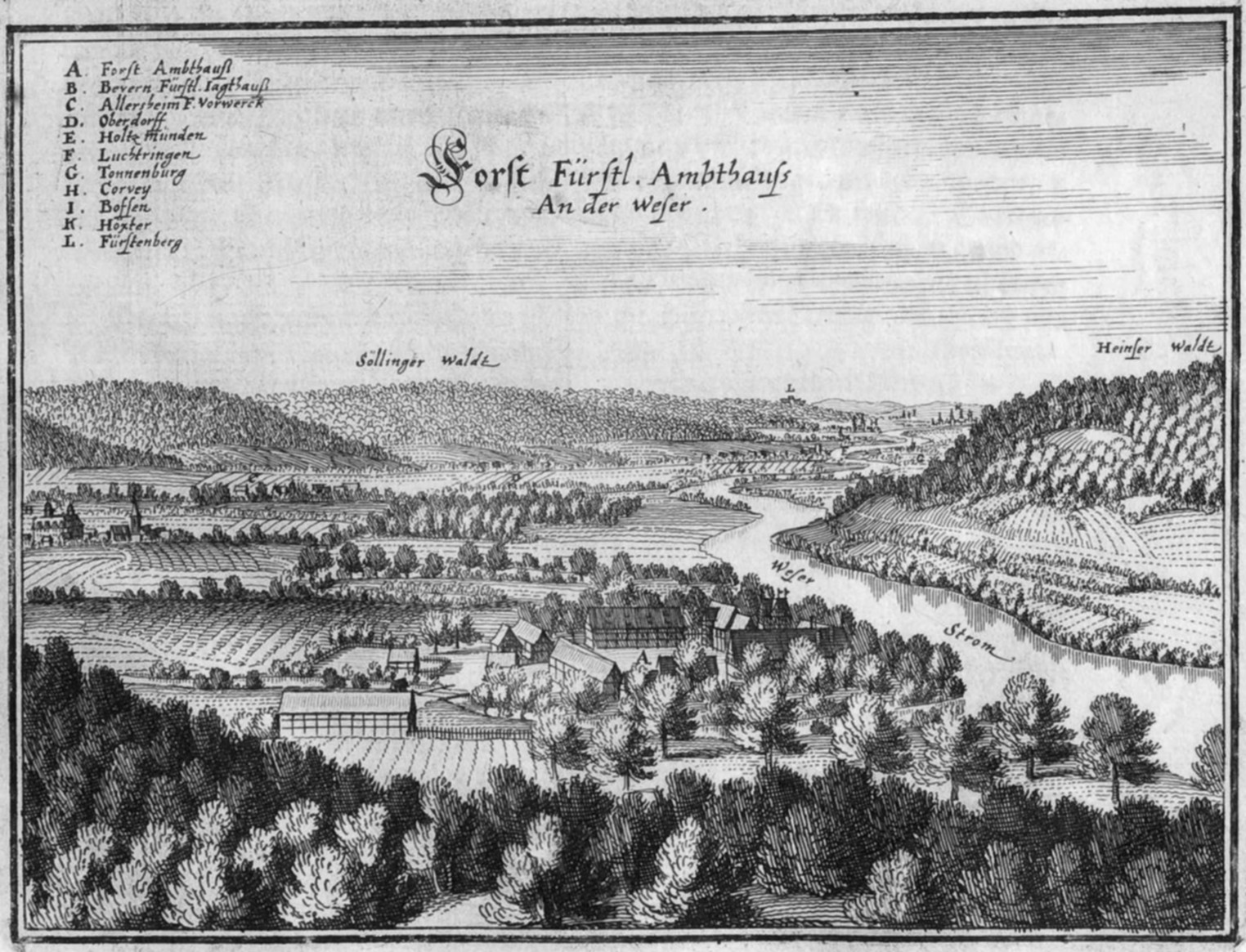
Gut Forst im Merianstich von 1654